# 이소고

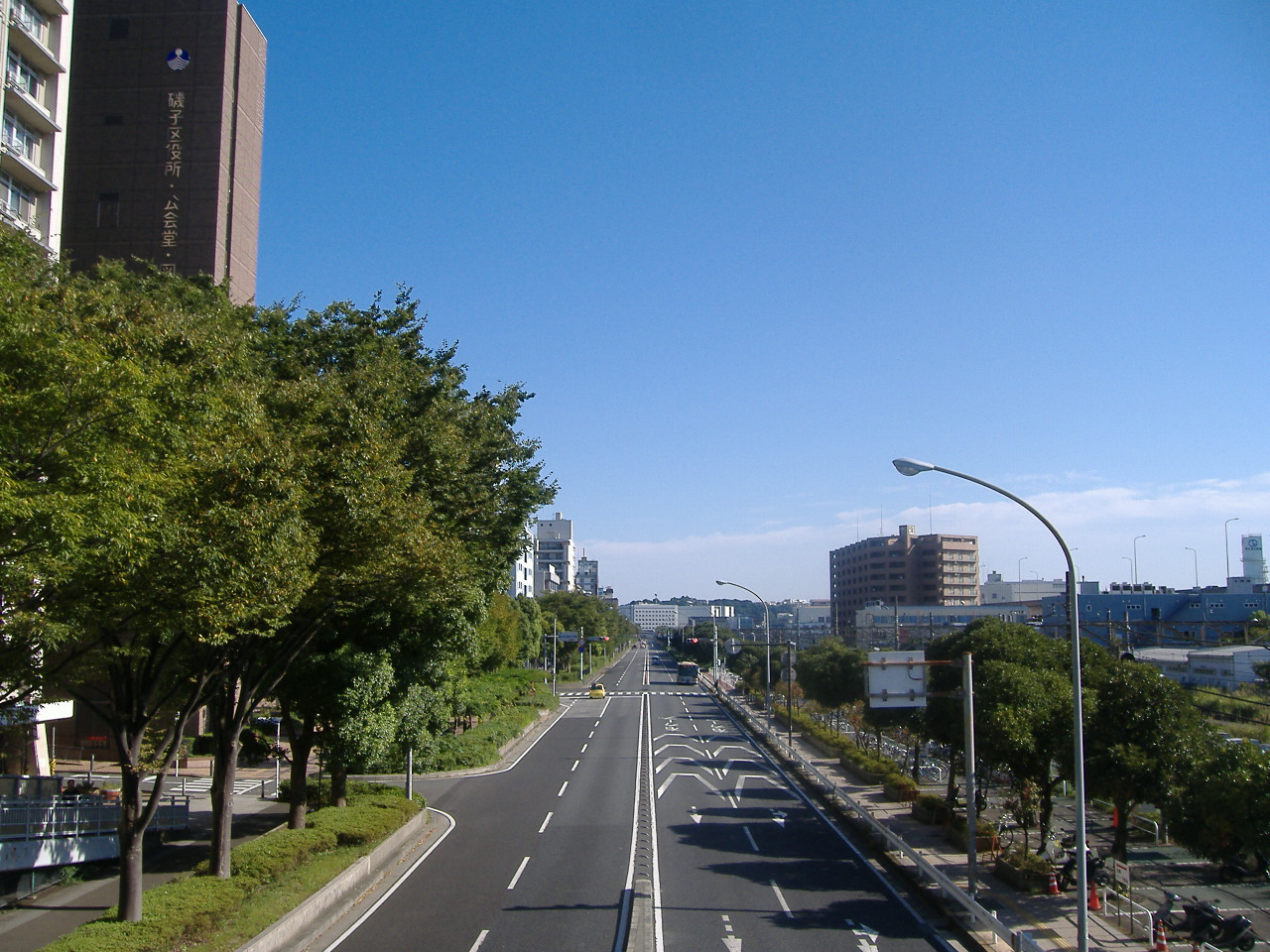
이소고구청 부근의 산업도로 (이소고산초메)

이소고(磯子)는 일본 가나가와현 요코하마시 이소고구 북부에 있는 마을명이다.